# ボレロ/愛欲の日々
『ボレロ/愛欲の日々』（ - あいよくのひび、原題: Bolero）は、ジョン・デレク監督、脚本、ボー・デレク製作、主演による1984年のアメリカ映画である。
日本ではビデオスルーとなった。

## キャスト
- ボー・デレク
- ジョージ・ケネディ
- アンドレア・オキピンティ
- アナ・オブレゴン
- オリヴィア・ダボ
- ミルタ・ミラー
- ミッキー・ノックス
- ポール・ステイシー
- ジェームズ・ステイシー

## 受賞とノミネート
| 年   | 賞                     | 部門               | 対象者                                             | 結果       |
| ---- | ---------------------- | ------------------ | -------------------------------------------------- | ---------- |
| 1984 | ゴールデンラズベリー賞 | 最低作品賞         | ボー・デレク（プロデューサー）                     | 受賞       |
| 1984 | ゴールデンラズベリー賞 | 最低主演女優賞     | ボー・デレク                                       | 受賞       |
| 1984 | ゴールデンラズベリー賞 | 最低監督賞         | ジョン・デレク                                     | 受賞       |
| 1984 | ゴールデンラズベリー賞 | 最低助演男優賞     | ジョージ・ケネディ                                 | ノミネート |
| 1984 | ゴールデンラズベリー賞 | 最低助演女優賞     | オリヴィア・ダボ                                   | ノミネート |
| 1984 | ゴールデンラズベリー賞 | 最低脚本賞         | ジョン・デレク                                     | 受賞       |
| 1984 | ゴールデンラズベリー賞 | 最低音楽賞         | ピーター・バーンスタイン、エルマー・バーンスタイン | 受賞       |
| 1984 | ゴールデンラズベリー賞 | 最低新人賞         | オリヴィア・ダボ                                   | 受賞       |
| 1984 | ゴールデンラズベリー賞 | 最低新人賞         | アンドレア・オキピンティ                           | ノミネート |
| 1989 | ゴールデンラズベリー賞 | 1980年代最低作品賞 |                                                    | ノミネート |
| 1989 | ゴールデンラズベリー賞 | 1980年代最低女優賞 | ボー・デレク                                       | 受賞       |